# Kimi ni Todoke
Kimi ni Todoke (君に届け lit. Llegando a ti?) es una serie de manga escrita e ilustrada por Karuho Shiina. Fue publicado por Shūeisha en Bessatsu Margaret desde 2006 y hasta 2017, con 125 capítulos recopilados en treinta volúmenes tankōbon.
En 2008 ganó el anual Kodansha Manga Award al mejor manga shōjo.
Se estrenó una película de acción real sobre este drama el 25 de septiembre de 2010.
La segunda temporada del se estrenó en enero de 2011 y consta de doce episodios, continuando así esta comedia romántica y finalizando la transmisión es mismo año. La tercera temporada comenzó a emitirse mundialmente en Netflix en agosto de 2024.

## Argumento
Sawako Kuronuma, apodada «Sadako» por sus compañeros dado su parecido a Sadako Yamamura, nunca ha sabido expresarse de la mejor manera. Su mejor intento de una amable sonrisa es fácilmente confundido con un gesto psicótico o la cara del más aterrador espíritu maligno, impidiendo esto durante toda la vida de Sawako que la gente conozca su dulce e inocente carácter. Hay rumores sobre que puede ver fantasmas, maldecir a las personas y traer mala suerte a quien se le aproxime. Sin embargo, cuando el popular Shouta Kazehaya comienza a hablar con ella, todo cambia. De repente, la joven se encuentra en un nuevo mundo, tratando de hacer amigos, hablando con gente diferente y no puede agradecer lo suficiente a Kazehaya por darle estas oportunidades. Lentamente florece un amor entre los dos que deberá superar muchas circunstancias y obstáculos en el camino, especialmente las inseguridades y temores de ambos.

## Personajes
Sawako Kuronuma (黒沼爽子 Kuronuma Sawako?)
Voz por: Mamiko Noto (Anime) Asuka Nishi (CD-Drama)
Doblaje (Hispanoamérica): Samanta Figueroa (español latino)
Es la protagonista de la historia. Es una chica tímida y tierna, pero muchas personas le tienen temor debido a su parecido a la protagonista de Ringu, Sadako Yamamura. Cada vez que intenta sonreír, su timidez aflora y la tensión se apodera de ella, dándole el aspecto de un alma en pena. Debido a esto comienzan a circular rumores sobre ella, tales como que puede ver fantasmas o maldecir a las personas, por lo que nadie quiere acercársele. Al ser una chica muy tierna y cariñosa, es también algo despistada e ingenua, prueba de ello es que no se dé cuenta de que Kazehaya está enamorado de ella. No es nada violenta y quiere que todo el mundo viva en paz y armonía. A veces Sawako le da provecho a su personalidad y se divierte y asusta a sus compañeros haciendo de fantasma. Siente admiración hacia Kazehaya debido a su personalidad amigable que le hace poder hablar con las personas con facilidad. Con el paso del tiempo comienza a esforzarse para ser mejor y así logra comunicarse fluidamente con sus compañeros, haciéndose amiga de Chizu y Ayane. Se da cuenta de que está enamorada de Kazehaya y luego de un tiempo comienzan a salir. 
Shouta Kazehaya (風早翔太 Kazehaya Shōta?)
Voz por: Daisuke Namikawa (Anime) Yūki Ono (CD-Drama)
Doblaje (Hispanoamérica): José Luis Piedra (español latino)
Es el chico más popular del colegio debido a su personalidad amigable y su atractivo físico, lo que hace que muchas chicas se sientan atraídas hacia él y los chicos ansíen ser sus amigos. Está muy enamorado de Sawako y está dispuesto a que sus sentimientos lleguen a ella, a la vez que está completamente celoso de Kento Miura, ya que este se vuelve muy buen amigo y muy cercano a Sawako. Conoció a esta el primer día de clases, cuando no sabía cómo llegar al instituto y ella se lo indicó, momento en que se enamoró de ella, al verla sonreír sinceramente. Aunque es seguro de sí mismo, suele sonrojarse cuando está con Sawako, hasta el punto de no poder llamarla por su nombre por vergüenza. Al poco de conocerla la invita a salir, pero Sawako al no tener costumbre de socializar confunde la declaración. Kazehaya, al entender que para ella es solo un modelo a admirar, pierde la confianza para declararse nuevamente. Suele confundir los sentimientos de Sawako, creyendo que ella se le declara cuando en realidad solo le expresa admiración y, cuando esta le confiesa sus sentimientos, él le dice que sus sentimientos son diferentes, pues cree que Sawako solo lo quiere como amigo. Su mejor amigo es Ryū. Pin, su profesor, lo conoce desde pequeño, por lo que este suele aprovecharse diciendo que contará sus historias vergonzosas si no hace lo que él desea. Luego de la confesión de Sawako, comienzan a salir. Adoptó a un perro, al cual llamó «Pedro Martínez» (ペドロマルティネス?), nombre dado por Pin y que Sawako aprobó, pero lo llaman «Maru-chan» (diminutivo de la pronunciación japonesa de Martínez).
Ayane Yano (矢野あやね Yano Ayane?)
Voz por: Miyuki Sawashiro (Anime) Sayaka Kanda (CD-Drama)
Doblaje (Hispanoamérica): Karen Vallejo (español latino)
Ayane es una de las amigas de Sawako. Es la más madura del grupo, además de inteligente y perceptiva. Destaca por tener una imagen producida, gustándole la ropa y el maquillaje llamativo, lo que ha dado pie para rumores sobre su posible promiscuidad (cosa que más adelante aprovecha Kurumi para crear falsas historias sobre ella). Es la primera en darse cuenta de los sentimientos mutuos entre Sawako y Kazehaya. Aunque es serena, se enfurece con facilidad si alguien lastima a sus amigas y no duda en atacar a quien cree culpable. Ha mencionado que le gustan los hombres adultos y, de hecho, tuvo un novio universitario, con el cual terminó debido a que este se volvió muy posesivo. Suele idear planes para unir a Sawako y Kazehaya, como dejarlos solos en vísperas de Año Nuevo. A partir de los últimos capítulos del manga se insinúa que se siente atraída por el profesor Pin, pero también se muestra a Kento Miura como un potencial interés amoroso, ya que la invita a salir. 
Chizuru Yoshida (吉田千鶴 Yoshida Chizuru?)
Voz por: Yūko Sanpei (Anime) Sora Amamiya (CD-Drama)
Doblaje (Hispanoamérica): Marysol Lobo (español latino)
Chizu es una amiga de Sawako y Ayane. Debido a que es poco femenina y muy hábil en los deportes, las chicas suelen verla como si se tratase de un chico. Su mejor amigo es Ryū, a quien conoce desde pequeña y lo considera su hermano. Aunque se jacta de que ha podido derrotar en peleas a 99 hombres, reconoce que Ryu fue el número 100 y que la venció. Suele ser muy sentimental a veces, poniéndose a llorar luego de un momento emotivo con sus amigas, además de poseer una debilidad por las personas inocentes como Sawako. No suele darse cuenta de los sentimientos de los demás, como se demuestra cuando se sorprende al enterarse de los sentimientos de Kurumi y Sawako, y solo tras entrar a segundo año comprende que Kazehaya ama a su amiga. Está enamorada de Tōru, el hermano mayor de Ryū, aunque este solo la ve como una hermana, pero se ha impuesto el convertirse en una mujer que él pueda amar. Finalmente, durante el cumpleaños de Ryu se entera de que Toru se casará, lo que la lleva a tener un conflicto con su amigo.
Ryū Sanada (真田龍 Sanada Ryū?)
Voz por: Yūichi Nakamura (Anime) Akio Suyama (CD-Drama)
Doblaje (Hispanoamérica): Elliot Leguizamo (español latino)
Ryū es otro miembro del grupo de amigos de Sawako. Sus padres son dueños de una tienda de ramen, la favorita de Chizuru. Es un chico callado que solo habla cuando es necesario, razón por la cual se entiende con Sawako. Se hizo amigo de Kazehaya en la secundaria, ya que ambos estaban en el equipo de béisbol. Está enamorado de Chizuru, a quien conoce desde pequeño, pero solo se lo confiesa a Sawako. Es un poco holgazán y siempre se lo encuentra tomando una siesta o comiendo, aunque corre por las noches y tiene una capacidad física sobresaliente. Le gustan los animales y suele jugar con Maru cada vez que lo ve. Ryū no recuerda los nombres de las personas, a excepción de Chizu y Kazehaya, a quienes ya conocía, pero luego de un tiempo puede recordar los nombres de Yano y Sawako. En el capítulo 59 del manga le confiesa sus sentimientos a Chizuru.
Kazuichi «Pin» Arai (荒井一市 Arai Kazuichi?)
Voz por: Yūki Ono (Anime) Haruki Ishiya (CD-Drama)
Doblaje (Hispanoamérica): Cuauhtémoc Miranda (español latino)
Es el profesor suplente en la clase de Sawako, aunque luego se convierte en el tutor oficial. Escuchó el rumor de que quien mire más de tres segundos a Sawako tendrá mala suerte, por lo que la primera vez que la ve hace eso y se vanagloria de que nada le sucede. Tiene miedo a los espíritus y la falsa impresión de que Sawako en una exorcista, ya que ha malinterpretado sus consejos para que cuide su salud. Curiosamente, sostiene que cuando bebe aparecen en su casa pequeños ancianos corriendo alrededor de su copa; irónicamente, esto es verdad, aunque nadie lo cree. Es fanático del béisbol y se desempeña como entrenador del equipo del colegio. Solía ser parte del equipo de béisbol del padre de Kazehaya, por lo que lo conoce desde niño. Aun siendo profesor, suele tener actitudes de un adolescente, como cuando corre hacia el baño de mujeres pensando que hay una pelea y termina desilusionándose porque no es así. Es quien le da el nombre al perro que adoptó Kazehaya, que luego Sawako acortó a «Maru». Él y Ayane suelen discutir, aunque también suele darle consejos, pero siempre termina alabándose a sí mismo y arruinando el momento. Todos suelen llamarlo por su apodo, «Pin», excepto Sawako, que lo llama «Arai-sensei».
Ume «Kurumi» Kurumisawa (胡桃沢 梅 Kurumisawa Ume?)
Voz por: Aya Hirano (Anime) Haruka Tomatsu (CD-Drama)
Doblaje (Hispanoamérica): Azul Valadez (español latino)
Una chica que parece amigable y dulce para todos, aunque en realidad es hipócrita, egocéntrica, malvada y manipuladora. Era una persona dulce y buena en secundaria, pero al saber que sus amigas en realidad la utilizaban porque atraía a los chicos, perdió su fe en la amistad y su buena personalidad, haciéndose malvada y usando su personalidad amable para manipular a la gente y vengarse por lo que le habían hecho en el pasado. Está enamorada de Kazehaya desde que la consoló cuando estaba triste por lo de sus amigas, pero sabe que él no siente nada hacia ella y se niega a declararse. No le gusta su verdadero nombre, ya que lo considera anticuado y prefiere que la llamen «Kurumi», por lo que muchos creen que es su nombre. Ha llegado a crear una libreta con los nombres de la gente que la ha llamado Ume, a quienes considera enemigos, pero decide tirarlo cuando Kazehaya la llama por su verdadero nombre. Está celosa de Sawako y la odia, pero finge ser su amiga mientras difunde falsos rumores sobre Chizu, Ayane y Sawako para que esta última se quede sin amigas. Debido a un malentendido, Kazehaya cree que Kurumi se confesó a Pin pero fue rechazada. Considera a Sawako una rival aun cuando esta la alienta para que se confiese a Kazehaya, aunque cuando lo hace recibe un rechazo esperado. Aunque odia a Sawako, la defiende y hasta reprende a Kento Miura por decirle cosas innecesarias, lo que provocó que se distanciara de Kazehaya. Luego de ser rechazada, muestra su verdadera personalidad y se vuelve más fría con sus compañeros de clase. En el fondo no es tan mala, tan solo sigue frustrada y resentida por lo que pasó en secundaria. Esa frustración es lo único de la antigua personalidad de Kurumi que conserva.
Kento Miura (三浦 健人 Miura Kento?)
Voz por: Mamoru Miyano (Anime) Junya Enoki (CD-Drama)
Es un compañero de Sawako que llega al curso a partir del segundo año y se sienta al lado de ella, poniéndose como objetivo lograr que ella muestre su sonrisa genuina al resto más seguido. Cuando se hace su amigo, Kazehaya comienza a sentir celos y piensa que será un gran rival por Sawako. Le interesan las chicas, en especial Sawako, aunque la primera vez que la ve piensa en ella como una chica menos que ordinaria. Tras conocerla intenta que deje de interesarle Kazehaya, diciéndole que lo aburre, lo cual irrita a Ayane. Parece tener cierto apego persistente hacia Sawako, como se demuestra en su conversación con Ayane.
Tōru Sanada (真田徹 Sanada Tōru?)
Voz por: Wataru Hatano
Es el hermano mayor de Ryū por ocho años. A pesar de ser hermanos tienen personalidades totalmente diferentes, ya que la personalidad de Tōru es más parecida a la de Kazehaya, pero más maduro. Vive fuera de la ciudad a tres horas de la casa de sus padres y durante la historia vuelve para anunciarles su matrimonio. Se preocupa mucho por Ryū y Chizuru, a quien quiere como una hermana pequeña. La llama «Chii» y ella sonríe cada vez que lo oye.

## Contenido de la obra

### Manga
Originalmente planeado como un one-shot de su obra anterior Crazy For You, Shiina decidió ampliar la historia y convertirla en una serie completa. Se publicó en Japón en Bessatsu Margaret desde el 10 de marzo de 2006. Shiina se tomó un descanso a partir de marzo de 2009 por embarazo y las publicaciones reanudaron en la edición de octubre. La serie fue licenciada por Viz Media para una versión en idioma inglés en América del Norte y en México por Panini Comics para una versión en español. Planeta Cómic obtuvo la licencia en España.
| N.º | Lanzamiento              | ISBN                   |
| --- | ------------------------ | ---------------------- |
| 01  | 25 de mayo de 2006       | ISBN 4-08-846061-8     |
| 02  | 25 de septiembre de 2006 | ISBN 4-08-846094-4     |
| 03  | 25 de enero de 2007      | ISBN 978-4-08-846134-2 |
| 04  | 25 de mayo de 2007       | ISBN 978-4-08-846174-8 |
| 05  | 22 de noviembre de 2007  | ISBN 978-4-08-846237-0 |
| 06  | 25 de marzo de 2008      | ISBN 978-4-08-846278-3 |
| 07  | 25 de julio de 2008      | ISBN 978-4-08-846313-1 |
| 08  | 25 de noviembre de 2008  | ISBN 978-4-08-846356-8 |
| 09  | 11 de septiembre de 2009 | ISBN 978-4-08-846440-4 |
| 10  | 13 de enero de 2010      | ISBN 978-4-08-846481-7 |
| 11  | 11 de junio de 2010      | ISBN 978-4-08-846539-5 |
| 12  |                          |                        |
| 13  |                          |                        |
| 14  |                          |                        |
| 15  |                          |                        |
| 16  |                          |                        |
| 17  |                          |                        |
| 18  |                          |                        |
| 19  |                          |                        |
| 20  |                          |                        |
| 21  |                          |                        |
| 22  |                          |                        |
| 23  |                          |                        |
| 24  |                          |                        |
| 25  |                          |                        |
| 26  |                          |                        |
| 27  |                          |                        |
| 28  |                          |                        |
| 29  | 25 de julio de 2017      | ISBN 978-4-08-845788-8 |
| 30  | 23 de marzo de 2018      |                        |

### Anime
La primera temporada de la adaptación al anime  se emitió entre octubre de 2009 y marzo de 2010. Se anunció una segunda temporada en la edición de noviembre de 2010 de la revista Betsuma. La segunda temporada se emitió en Japón por NTV en enero de 2011. Ambas temporadas del anime son producidas por Production I.G. y dirigidas por Hiro Kaburagi. La música está hecha por S.E.N.S. Project, con la apertura cantada por Tomofumi Tanizawa y el final, por Chara. NIS America anunció en la Anime Expo 2011 que había obtenido la licencia de la primera temporada. Lanzaron la primera temporada en DVD/Blu-ray y publicaron la segunda ese mismo año. El 4 de febrero de 2014, NIS America lanzó la serie desde el volumen 1 al volumen 3, junto con las temporadas 1 y 2 de Natsume Yūjin-Chō. La licencia norteamericana se pasó a Funimation el 15 de abril de 2021.
En septiembre de 2023 se anunció una tercera temporada, con Production I.G. volviendo a hacerse cargo de la animación. Comenzó a transmitirse en todo el mundo en Netflix el 1 de agosto de 2024. El tema de apertura es «et cetera», interpretado por imase.

### Novela ligera
El manga ha sido adaptado a una serie de novelas ligeras en Japón publicada por Shūeisha bajo el sello de la editorial Cobalt. Se publicaron siete volúmenes, el primero de los cuales fue lanzado el 1 de agosto de 2007 y el último, el 1 de julio de 2010.
Un volumen independiente se lanzó 11 de septiembre de 2009. El volumen tomó el lugar del manga en la revista Margaret Bessatsu mientras Shiina se tomaba un descanso debido a su embarazo. Contiene la historia de Kazehaya y Sawako en su primer encuentro, antes de los eventos del manga.
| N.º | Lanzamiento             | ISBN                   |
| --- | ----------------------- | ---------------------- |
| 01  | 1 de agosto de 2007     | ISBN 978-4-08-601059-7 |
| 02  | 1 de noviembre de 2007  | ISBN 978-4-08-601096-2 |
| 03  | 25 de abril de 2008     | ISBN 978-4-08-601165-5 |
| 04  | 28 de noviembre de 2008 | ISBN 978-4-08-601242-3 |
| 05  | 2 de octubre de 2009    | ISBN 978-4-08-601342-0 |
| 06  | 29 de enero de 2010     | ISBN 978-4-08-601381-9 |
| 07  | 1 de julio de 2010      | ISBN 978-4-08-601424-3 |

### Videojuego
Banpresto lanzó un juego para la Nintendo DS en Japón basado en la serie el 16 de octubre de 2009, titulado Kimi ni Todoke ~Sodateru Omoi~ (君に届け ~育てる想い~?).

### Película de acción real
En enero de 2010, Bessatsu Margaret anunció la adaptación a una película de acción real, con más información en la edición de marzo de la revista, junto con un mensaje del autor. Mikako Tabe y Haruma Miura protagonizaron la película, que fue dirigida por Naoto Kumazawa y que se estrenó en los cines japoneses el 25 de septiembre de 2010.

## Recepción
El 27.º tomo fue el decimosegundo manga más vendida durante septiembre de 2016 en Japón, con 180 360 copias comercializadas, superándose durante octubre del mismo año, llegando a ser el sexto más vendido, con 334 294 copias. El 28.º tomo fue el más vendido en su semana de lanzamiento, con 174 645 ejemplares.
La obra fue la 22.ª más vendida en territorio japonés durante el período comprendido entre 23 de noviembre de 2015 y el 20 de noviembre de 2016. Llegaron a venderse 2 021 612 copias.
En 2016, la revista especializada en libros y manga Da Vinci, de Kadokawa y Media Factory, reveló la lista de la 17.ª edición del «Libro del año», en el que Kimi ni Todoke obtuvo el décimo puesto de la clasificación de mangas. Dicho ranking no solo contempla las ventas (en este caso, de los volúmenes 1 al 27), sino también los votos de 5117 personas, entre ellos críticos literarios, escritores y empleados de librerías.